# Alice Rideout
Alice Rideout (1874) foi uma escultora americana nascida em Marysville, Califórnia, conhecida principalmente por seu trabalho no Edifício da Mulher, para a Exposição Universal de 1893, em Chicago.

## Biografia
Rideout nasceu em |Marysville, em 1874. Seu pai era o Capitão J. Ransom Rideout. Ele tinha uma frota de navios a vapor na baía de São Francisco.
Quando jovem, Rideout se mudou para São Francisco, onde cursou o ensino médio. Ela frequentou a Escola de Design de São Francisco, onde estudou com Rupert Schmid.
Aos 19 anos de idade, ela venceu um concurso para realizar a construção de uma escultura arquitetônica para o frontão do Edifício da Mulher, planejado para a Exposição Universal de 1893.
Após a feira, Rideout retornou a São Francisco e casou-se com Fred Canady. Ela abandonou sua carreira artística e mudou-se para Nova York, onde se casou novamente e "desapareceu da história".

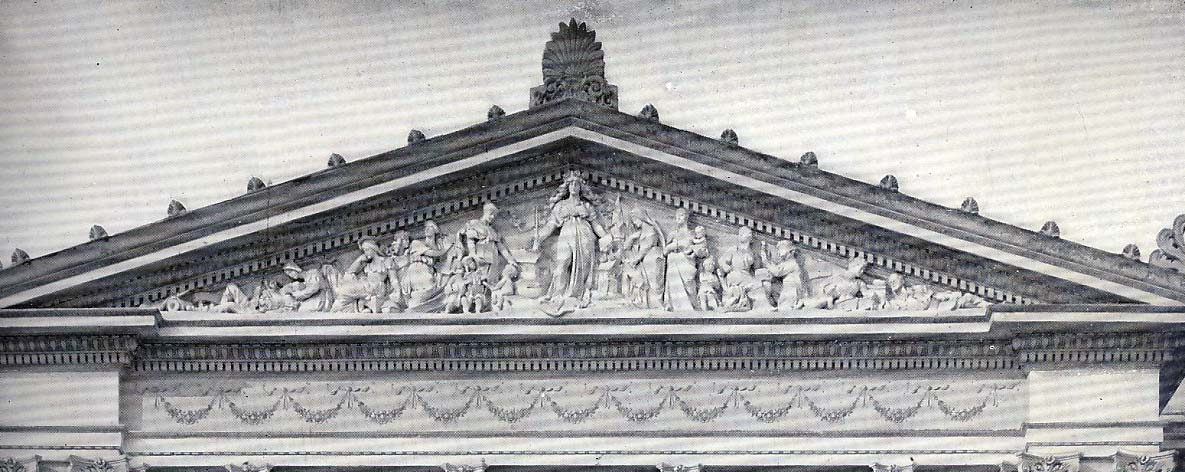
Frontão do Edifício da Mulher

Para a decoração, assim como para o esquema estrutural, desenhos foram recebidos entre as mulheres qualificadas para esse trabalho nos Estados Unidos, e após uma competição intensa e apertada, o prêmio foi concedido a Alice Rideout, de São Francisco. O frontão e os grupos simbólicos do jardim elevado eram trabalhos seus. No telhado, havia grupos alados com características e virtudes típicas femininas, um simbolismo mais que adequado. Uma das figuras centrais representava a espiritualidade da mulher, e aos seus pés um pelicano, emblema de amor e sacrifício. No mesmo grupo, caridade estava lado a lado com a virtude, e sacrifício foi ainda simbolizado por uma freira, colocando suas jóias no altar. Outro grupo representava a genialidade da civilização, uma estudante à direita e uma mulher à esquerda, enfrenando a escuridão em busca da luz. Esses e outros grupos representam a genialidade e o trabalho da Senhorita Alice Rideout. O centro do frontão estava ocupado por Minerva com a coruja da Sabedoria a seus pés e, de ambos os lados, o trabalho das mulheres pelo progresso da civilização era tipificado pela literatura, arte e vida doméstica.— Geneva Armstrong, Woman in art